# Аттикизм (живопись)

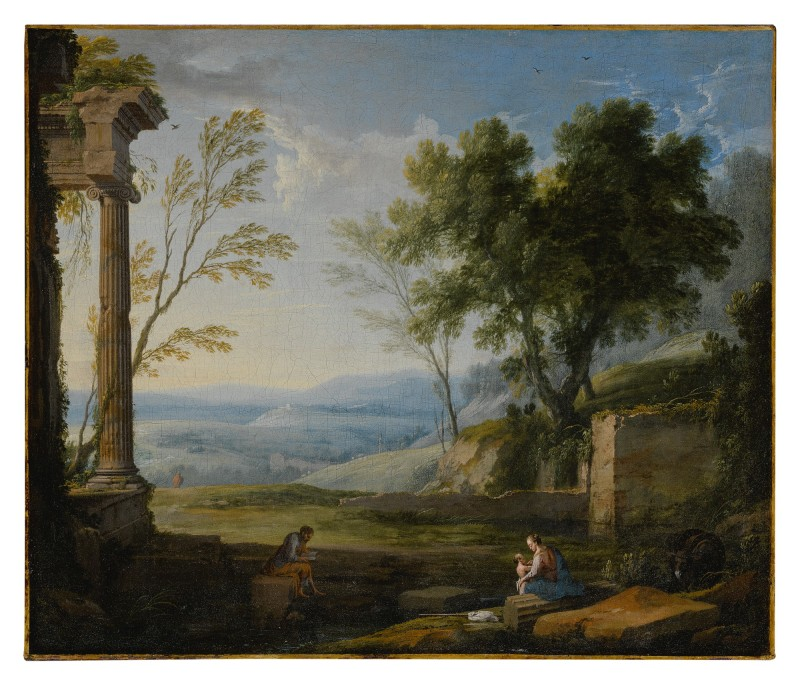
Пьер Патель. Пейзаж с античными руинами и человеческими фигурами. Частное собрание

Аттикизм (фр. L’atticisme; от: Аттика) — термин во французском искусствоведении, обозначающий направление во французской живописи XVII века.

## История термина
Термин был впервые предложен французским искусствоведом Бернаром Доривалем (фр; 1914—2003) в 1976 году. Авторитет Дориваля (кавалера ордена Почётного легиона, офицера ордена Академических пальм и ордена Искусств и литературы) в профессиональной среде был весьма высок, поэтому термин со временем стал широко использоваться.
Аттикизмом, согласно Доривалю, именуется высокий французский классицизм второй половины XVII столетия, когда на смену увлечению пышными формами в стиле Рубенса, Йорданса и Бланшара пришли строгость, сдержанность и интерес к античным образцам. Аттикизм процветал при дворе короля Людовика XIV, который может быть назван главным покровителем этого стиля.

## Особенности жанра
Фигуры на картинах аттикистов гораздо ближе к сегодняшним канонам красоты, чем на картинах Рубенса или Бланшара. Цветовая палитра невероятно насыщенна. Позы героев зачастую носят торжественный, классический характер, но наряду с этим заметен интерес к передаче движения и хорошее знакомство с анатомией человеческого чела, что предполагает работу с натурой.
Отвергая эстетику последователей Рубенса, барочную пышность в духе Симона Вуэ, нарочитую скромность голландцев, светотени Латура и караваджистов, художники-аттикисты, ориентируясь в первую очередь на Рафаэля, стремились воссоздать в своих картинах подлинную античность.
Для художников-аттикистов, как и для некоторых других их современников, было характерно также особое понимание пейзажа. Смысловым центром пейзажа в аттикизме почти всегда выступают идеализированные античные руины, зачастую размещённые живописцами на берегах рек и других водоёмов. Пейзажи аттикистов почти никогда не изображают конкретных мест, хотя источником вдохновения для них служили подлинные античные руины в Риме и его окрестностях. На фоне величественных руин разворачиваются сюжеты из античной мифологии а также из библейской истории Ветхого и Нового Завета (причём первое, вообще говоря, является анахронизмом, так как античные здания были построены после предполагаемой датировки описываемых в Ветхом Завете событий). Зачастую фигуры отодвигаются на задний план пейзажа, изображаются подчёркнуто незначительными, напоминают стаффаж, так что искусствоведам не всегда удаётся расшифровать сюжет того или иного конкретного пейзажа.
Иисус Христос и другие персонажи церковной истории предстают у аттикистов одетыми в тоги и другие «исторические» античные одежды (какими их представляли в XVII веке). В некоторых случаях даже сцены из жизни Христа становятся только частью пейзажной картины.
Натюрморт аттикистов минималистичен в противовес барочному натюрморту. В портрете они менее других своих современников акцентировались на одежде и драгоценностях модели, стремясь передать собственно портретные черты.
На протяжении первых двух третей следующего, XVIII столетия, их творческая манера была в значительной мере вытеснена пышной барочной и рокайльной живописью (Ватто, Рослин, Фрагонар), однако затем, в лице Жака Луи Давида и художников его круга, пережила своеобразное возрождение.

## Известные представители
- Себастьян Бурдон
- Эсташ Лесюэр
- Лоран де Ла Ир
- Любен Божен
- Анри Моперше
- Пьер Патель
- Пьер Антуан Патель
- Франсуа Перье
- Жак Стелла
- Филипп де Шампань

## Галерея

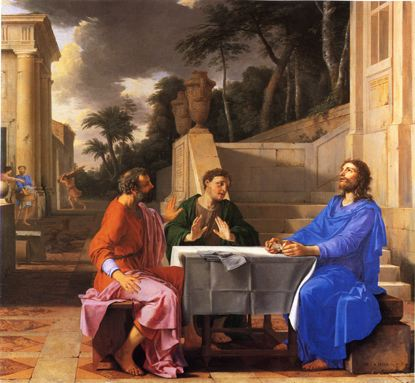
Лоран де Ла Ир. Христос в Эммаусе. Музей изящных искусств Гренобля, Гренобль, Франция
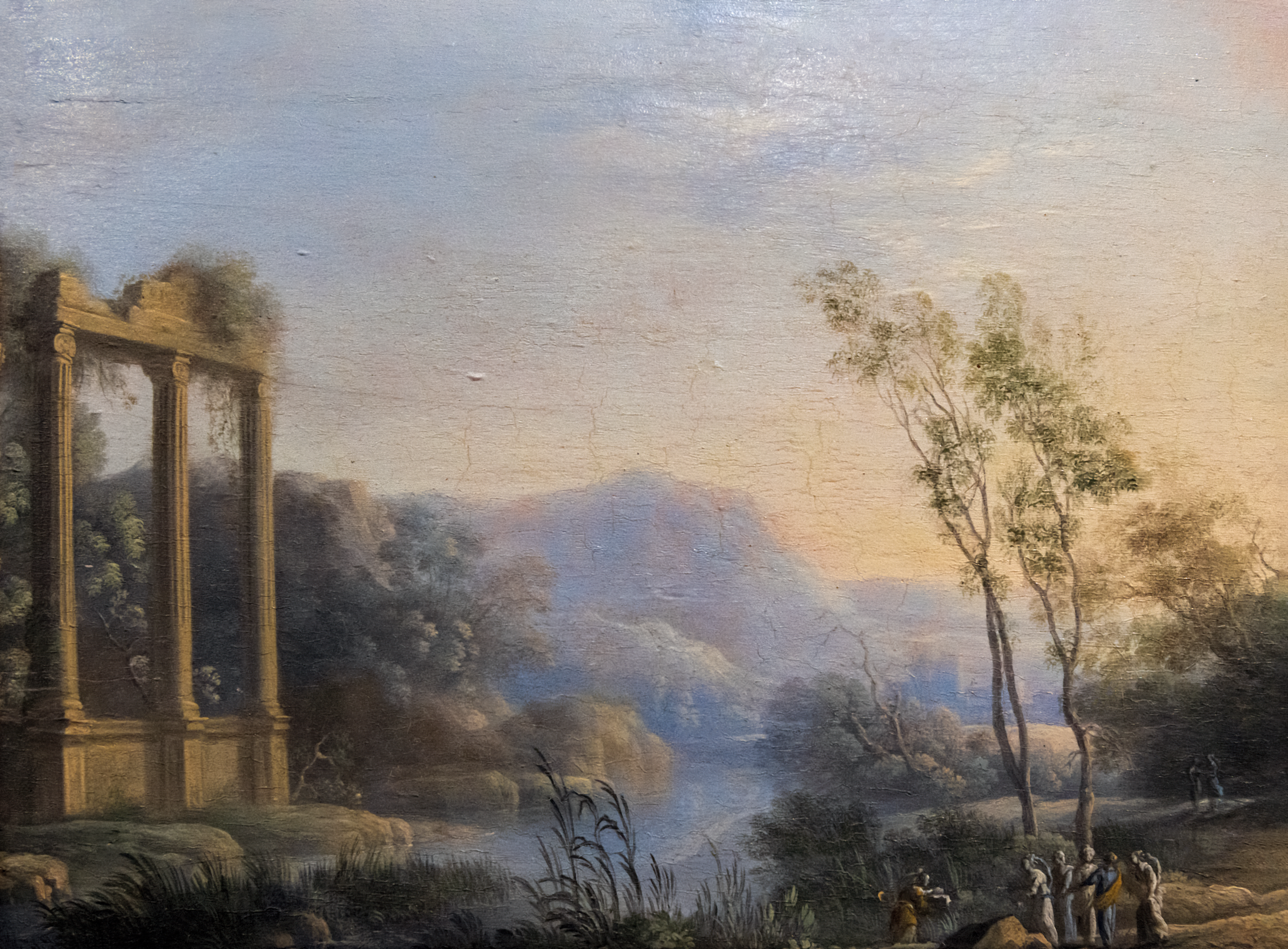
Пьер Патель. Пейзаж с Моисеем и дочерью фараона. Музей истории и искусств Нарбона, Нарбон, Франция
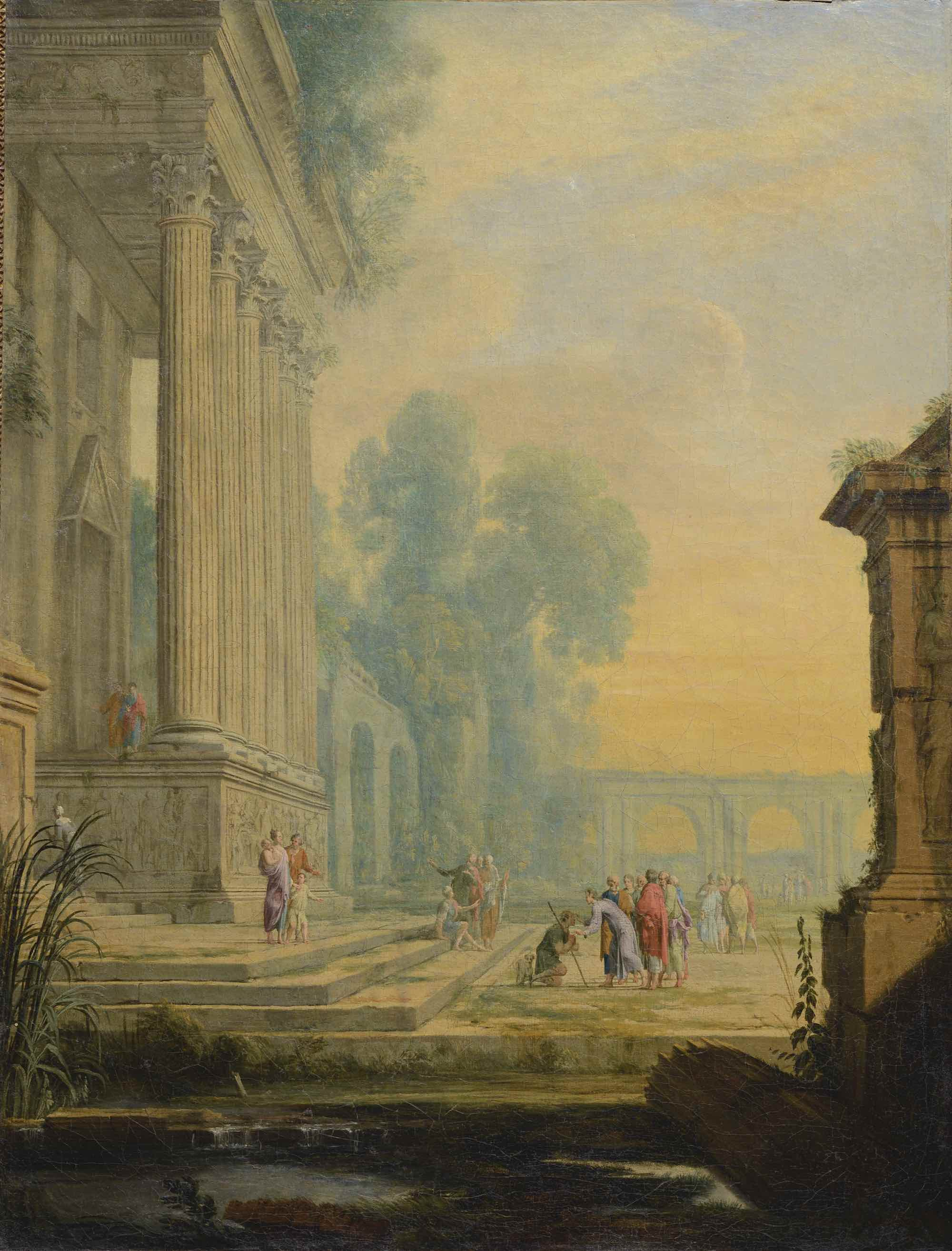
Анри Моперше. Пейзаж с Иисусом Христом, исцеляющим слепого. Выставлялся в музее Великолепного века Франции в Сен-Клу
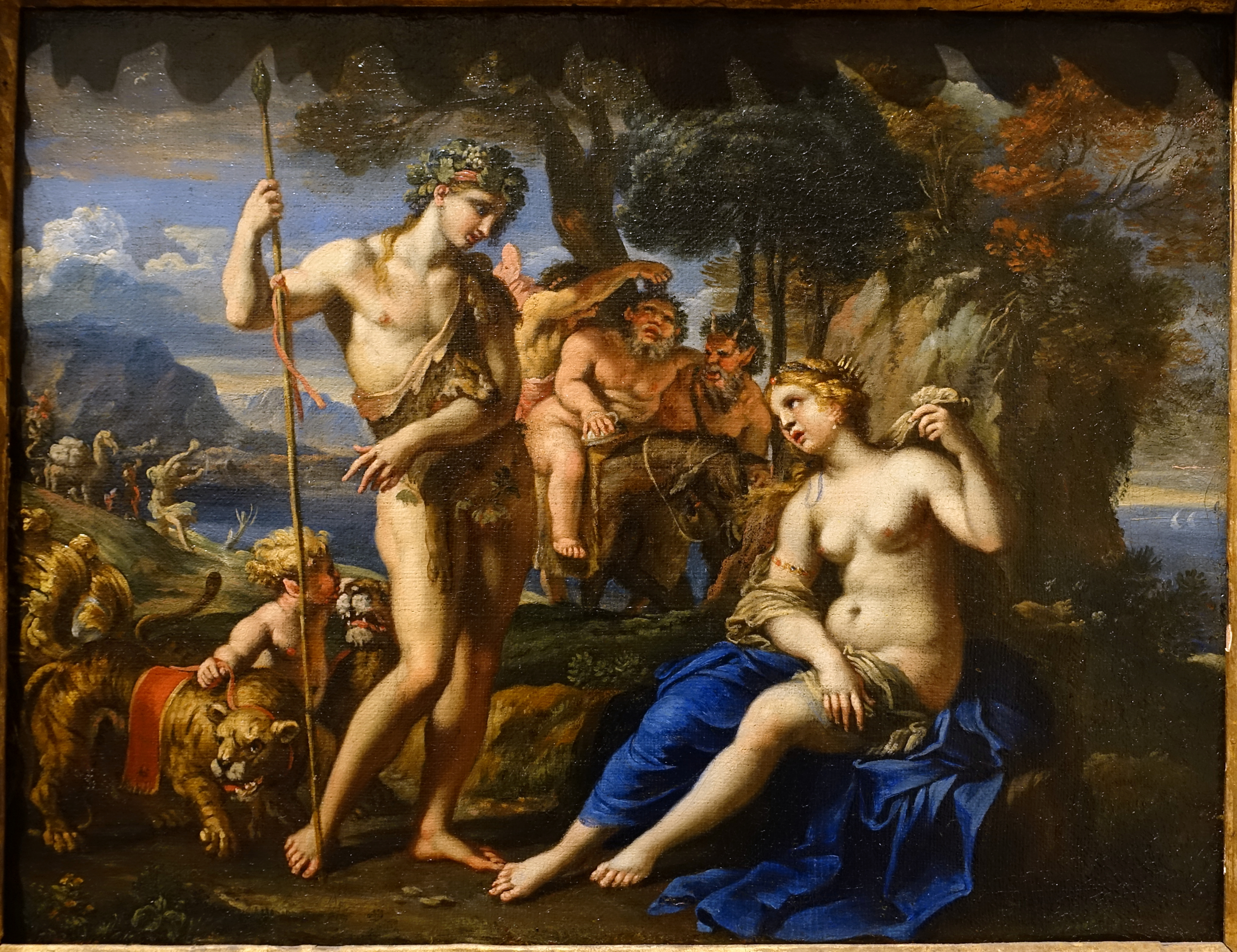
Франсуа Перье. Дионис и Ариадна. Художественный музей Блантона, Остин (Техас), США